# سينما أوروغواي
سينما أوروغواي لها أكثر من قرن في تاريخ السينما، ولكن منذ عام 2002 حدثت عملية تطورية، والتي جعلت الأفلام مع النقد الجيد والاعتراف الدولي، مع إنتاج أكثر من 120 ما بين الأفلام الخيالية والأفلام الوثائقية.

## تطورها
وصلت ماكينات الأفلام ألي أوروغواي في نهايات القرن 19. رجل الأعمال فليب اوليفر اشترى مكينة تصوير ومن ثم نشاء أول فيلم وثائقى ارورغورى، في عام 1898:Carrera de bicicletas en el velodromo de Arroyo Sdeco.
في عام 1919 تم إصدار الغيلم الأول؛ Pervanche، من إخراج ليون إبينز. في عام 1929 تم إصدار فيلم El pequeno heroe del Arroryo del oro، من إخراج كارلوس الونسو وتعتقد قصة الفيلم علي الحياه الحقيقية لديويسودياز.
ثم تم إصدار أكثر من 30 فيلما ما بين عامى 1896 و1993. وضلات علي مدار عقود، من خصائص إنتاج الأفلام الأوروغواي افتقارها للموارد وتقطتعها. وفي عام 1993 قام بيساتريس فلوريس سليفا بإخراج فيلمه الروائى الأول La historia casi verdadera de pepita la pistolera، الفيلم تزداد شعبيته مع الوقت. في العام التألي صدر الفيلم الأكثر إيردات حتى الآن فيلم El dirigible، والذي وصلت إرداته إلي ما يقرب من مليون دولار سيتم اطلاق عشرة أفلام أخرى من ذلك التاريخ وحتى عام 2007 ومن أبرزهم (El chevrole (1999 و (El vinedo (2000.
مع بداية القرن الحادى والعشرين. تم إنتاج فيلم 25 watts لبابلوستول وجون بابلو، والذي حصل علي عشرة جوائز، من بينهم أفضل فيلم في المهرجان السينمائي الدولي لأفلام روترام وأفضل عمل لأول مرة في مهرجان هافانا. مع التاثير الواضح للسينما الفرنسية، ويناول الفيلم علاج حياه الشباب الأرورجوى وقفزت إلي الشهرة في رواية له، Daniel Hendler.
في العام نفسه يطرح بياتريس فلوريس فيلم En la puta vida، الفيلم الذي حصل علي نجاح تجارى كبير سواء داخل اوخارج البلاد، مخرجها باعتبارها واحد من أكثر إثارة لاهتمام في مجال الفيلم الوطنى. بعد سنتين، غيبرموكازنوفا اخرج فيلم El viaje hacia el mar، استنادا ألي قصة خوان خوسية والتي تشمل هولاغوارنا، كاسير ترانكوسو، ديجوديلجروسى، خوليوكاسير كاسترووجوليوارانا. ومن جانبة قام ماريوهاندريل بإخراج فيلم وثائقى حول الازمة في البلاد والأصداء في قطاعات معينة من السكان. الفيلم وصل إلي نطاق واسع، والاعتراف به كاواحد من أفضل أعمال هاندل. وفي عام 2004 تم تحديد ويسكى والثنائى بابلوستول ستول وخون بابلولبطولة مع اندريس باسوس، ميريلا بيسكول وخورجى البولانى. واشاد به النفاد والتي يعد البعض أفضل فيلم في امريكاء الاتنية، وسرعان ما تحول ألي عبادة.
ألفان وخمسة عاما قد مضوا علي أول جائزة اوسكار لارورجوى، عندما حصل خورخي دريكلسر علي جائزة اوسكار عن اغنيته <<Al otro lado del rio>> (أول لغه تحصل علي الجائزة غير اللغة الإنجليزية)والتي تتضمن الموسيقى التصورية لفيلم Diarios de motocicleta حول ثورة جيفارا.
في عام 2007، كان العرض الأول لفيلم El bano de papa، من إخراج سيزار كارون وأنزيكى فرنانديد والفيلم من بطولة سيزار تروكسنر وفوجينا منديز، تعتمد قصة الفيلم على كتاب القصصى والرواية الحقيقة لبابا يوحنا الثانى الأروغورى، ويحكي عن تاريخ المهمشين في الشمال، الذين فشلوا باستمرار في خطط الصعود الإجتماعى.حصل الفيلم على جوائز عديدة والاعتراف الواسع من قبل النقاد الدولين.في العام نفسه عرض لأول مرة فيلم Matar a todos لاستيكان شرورو، روكسابلايكور وخورخي البولانى مع روكسان بلانكو، ويتكلام الفيلم عن إثارة الشرطة عن أحداث حقيقة. قام بياترس وبإخراج فيلم Polvo nuestro que estas en los cielos ، مع هيكتور غنيد واخد ميزانية كبيرة ولكنه حصل على اراء نقديه لامبالاة وقلة بيع في شباك التذاكر.
منذ عام 2001، تشهد أوروغوى ما يدعى بأزدهار السينما الوطنية، مع تزايد الإنتاج سنويا، ظروف أفضل لتحقيق المزيد من الأعتراف الدولى وارتفاع ملحوظ لفيلم الوطنى، منذ 2008 تم اطلاق سراح الافلام مع مجموعات جيدة من الايردات والأعتراف، داخل أو خارج البلاد على حداء سواء مثل فيلم:Acne لفيديريكو بياخو ;فيلم Gigante لأدريان بينيز; فيلم El cuarto de Leo، أول فيلم مثلى الجنس والفيلم من إخراج إنريكى بويسشو، وفيلم Mal dia para pescar، فيلم روائى طويل لأربارو بروشيو، واستناداعلى قصة خون كارلوس أونتوى ومن بطولة جارى بيكير ; فيلم Miss tacuarembo من إخراج مارتين ساسترى مع ناتأليا اوريرو وديغو رينولد، ماخوذ من رواية homonima لدانى اومبي ; فيلم Norberto apenas tarde من إخراج دانيل هاندل ; فيلم La casa muda، أول فيلم رعب مع طبقة جديدة أمريكية من إخراج غوستافو هرنانذير ورواس، الفيلم الأكثر على الإطلاق في تاريخ السينما أرورغوى.
في عام 2011، قام يسزار كارلون بإخراج Artiguas la Redota إلى التليفزيون الإسبانى، الفيلم من بطولة خورخي إايسمورس، رودولفوسانيش، ياماندو روكسانا وروديجتر بلانكو، الفيلم يستند على شخصية البطل القومى. ثم ياتى لاحقا فيلم Flacas vacas لسنتياغو سفريكسى، فيلم الرسوم المتحركة Selkirk، el verdadero Robinson Crusoe لولاتر تورينز، فيلم La culpa del cordero لغابريل درالك، La demora من إخراج روديغو بلاء، والفيلم مستوحى من قصة لوراء 3 لبابلو ستول مع أمبرتودى فارغاس.Una bala para el Che لغابريلا غيرموا، وفيلم الرسوم المتحركة Anina لأفريدو سورديجويت، Tanta agua لانا غيفارا وليتسا خورخي، Rincon de Darwin لخورخي إييسموريس، El ingeniero لديجو ارسوجوا من الآداء المشهود لخورخي وينيبى، El lugar del hijo مع فليب وأليخاندو، Mr.Kalpan ثانى فيلم روائى لألفارو، الفيلم الكوميدي Relovos y respasados لامانول فاسال، وفيلم الشرطة Zanahoria، وغيرها.

## وثائقى
لدى سينما الأروغواي فترة طويلة في الأفلام الوثائقية، أكثر من ثمانين فيلما. واحد من أكثر الدعاء المخرج ماريوهاندل، حول مساهمه أمريكا اللاتينية في الفيلم الوثائقى منذ الستنيات. ومن بعض أفلامه ِِ (Apate (2003)،(Me gustan los estudiantes (1968 و (Decile a Mario que no vuelva (2007. تظهر هذه الأفلام حقائق بلادهم أو من تاريخهم الحديث مع القساوة والحزن الصارخ.
ومن أبرز الأفلام الأخرى هم:Acratas، لفرجينا مارتينز ;Perejiles، لفدريكوغونزالير ; Hit، لكالوديا ايبد وادريانا لوفى ;El circulo، لخوسى بيدرو تشارى والدغاراى; La sociedad de la nieve، لجونزالوارخون ; A pesar de Treblinke لجيراردوستاكى ;Las flores de mi familia، لخون اجناسيو فرنانديز هوبى ;Chico Ferry، لفدريكوبربيلترامى; El Bella Vista، لأليساكانوا;La matinee، Cachila y Mundialito 80، لسباسيتان بيدرناريك ; Desde adentro، ليسكويلولو;Manyas فيلم لأندريس بينفيوتو;Maracana فيلم لفيديريك وأندريس فارلي وفيلم Vometas sobre los muros لفدريكو بريتيش

## سينماتك
منذ 1952، أروغواى لديها مكتبة كبيرة للأفلام في السينما الأرورغواى.

## موقع
حاليا، مونتيفيديو وعدة نقاط هي داخل السيناريو مواقع التصوير المفضلة لمضاعفات وهمية، فيلم (se destace el rodaje de Miami Vice (2006: يبرز البلدة القديمة في مونتيفيديو عملت على إنتاج هافانا القديمة وسبا اتلانتيس، مع بناء الفن الديكورى وأعطى الحياة لمناطق Miami.
في عام 2012، نشرت بلدية مونتيفيديو دليل للمواقع لاستخدامها من قبل صانعي الأفلام، المعلنين وطلاب المدارس السمع البصرى.